# Takayuki Yamada
Takayuki Yamada (山田 孝之 Yamada Takayuki?,  Satsumasendai, Prefectura de Kagoshima, 20 de octubre de 1983) es un actor y cantante japonés, afiliado a Stardust Promotion.

## Carrera
Yamada nació el 20 de octubre de 1983 en la ciudad de Satsumasendai, prefectura de Kagoshima. Tiene dos hermanas, Kaori y Sayuki, quienes son cantantes. En 2005, Yamada interpretó el papel principal en la película Densha Otoko. También ha aparecido en películas como Vengeance Can Wait, 13 asesinos, Milocrorze y Lesson of the Evil.
Yamada también recibió un premio en la categoría de estrella emergente en el Festival de Cine Asiático de Nueva York de 2011.

## Filmografía

### Películas
- Neko no Ongaeshi (2002)
- Dragon Head (2003)
- Jenifa (2004)
- Densha Otoko (2005)
- The Letter (2006)
- Crows zero (2007)
- That Time I Said Hi to My Boyfriend (2007)
- Maiko Haaaan!!! (2007)
- Ikigami (2008)
- Chasing My Girl (2009)
- MW (2009)
- Kamogawa Horumo (2009)
- Crows Zero II (2009)
- 13 asesinos (2010)
- Vengeance Can Wait (2010)
- Seaside Motel (2010)
- Unfair 2: The Answer (2011)
- Yubiwa wo Hametai (2011)
- Gantz (2011)
- Milocrorze (2011)
- Arakawa Under the Bridge (2012)
- Ushijima the Loan Shark (2012)
- The Floating Castle (2012)
- The Samurai That Night (2012)
- Lesson of the Evil (2012)
- The Devil's Path (2013)
- Rakugo Eiga (2013)
- Ore wa Mada Honki Dashitenai Dake (2013)
- The Mole Song: Undercover Agent Reiji (2013)
- Monsterz (2014)
- Ushijima the Loan Shark 2 (2014)[7]
- Bakuman (2015)
- Shinjuku Swan]] (2015)
- Terra Formars (2016)
- Nobunaga Concerto (2016), Hashiba Hideyoshi
- Nanimono (2016), Sawa
- Ushijima the Loan Shark 3 (2016)[8]
- Ushijima the Loan Shark The Final (2016)[9]
- JoJo's Bizarre Adventure: Diamond Is Unbreakable Chapter I (2017), Anjuro Katagiri
- Takayuki Yamada 3D The Movie (2017)
- Gintama (2017), Elizabeth (voz)
- DC Super Heroes vs. Eagle Talon (2017), Batman (voz)
- Hardcore (2018), Ukon Gondō
- 50th First Kiss (2018), Daisuke Yuge
- Dragon Quest: Your Story	(2019), Papasu (voz)
- Step (2020), Ken'ichi
- The Untold Tale of the Three Kingdoms (2020),	Yellow Turban
- Brothers in Brothel (2021), Tokuta
- Six Singing Women	(2023), Uwajima
- The Imaginary (2023), Jinzan (voz)
- 11 Rebels	(2024), Masa
- Faceless (2024), Seigo Matanuki
- Saint Young Men: The Movie (2024)
- Detective Conan: One-Eyed Flashback (2025), Takashi Omoto (voz)

### Televisión
- Psychometrer Eiji 2 (1999)
- Aoi Tokugawa Sandai (2000) – Takechiyo
- Rokubanme no Sayoko (2000)
- Koi ga Shitai x3 (2001)
- Jidan Kosho Jinnai Tamako Ura File (2001)
- Churasan (2001)
- Onmyoji Abe no Seimei (2002)
- Akahige (2002)
- Lunch no Joō (2002)
- Jidan Kosho Jinnai Tamako Ura File 2 (2002)
- The Long Love Letter (2002)
- Water Boys (2003)
- Churasan 2 (2003)
- Hatachi (2003)
- Churasan 3 (2004)
- Socrates in Love (2004)
- Jidan Kosho Jinnai Tamako Ura File 3 (2004)
- Fire Boys (2004)
- Start Line (2005)
- Densha Otoko (2005)
- H2 (2005) – Hiro Kunimi
- Taiyou no Uta (2006)
- Byakuyakō (2006) – Ryoji Kirihara
- Churasan 4 (2007) – Keitatsu Kohagura
- Boss (2009) – Shingo Tajima
- Wagaya no Rekishi (2010) – Tatsuya Nakadai
- Ushijima the Loan Shark (2010) – Kaoru Ushijima[10]
- Yūsha Yoshihiko to Maou no Shiro (2011) – Yoshihiko
- Arakawa Under the Bridge (2011) – Hoshi
- Yūsha Yoshihiko to Akuryo no Kagi (2012) – Yoshihiko
- Nobunaga Concerto (2014) – Hashiba Hideyoshi
- Ushijima the Loan Shark 2 (2014) – Kaoru Ushijima[11]
- Ushijima the Loan Shark 3 (2016) – Kaoru Ushijima[12]
- Hagoku (2017) – Sakuma

### Videojuegos
- Dragon Quest Heroes II (2016) – Ceser

## Discografía
| Año  | Título | Posición |
| ---- | --- | -------- |
| 2002 | All I Want for This Summer Is You - Lanzamiento: 10 de agosto de 2002 - Discográfica: Universal Music Group |          |